# Нестор білоголовий
Нестор білоголовий (Nestor meridionalis) — вид папуг, що живе на великих площах лісів Нової Зеландії на низьких і середніх висотах (від 450 до 1000 м над рівнем моря).

## Опис
Довжина тіла: 45 см. Вага самців: 525 г. Вага самок: 475 г. Має коричнево-червоне забарвлення. 
Вокалізація: скрипуче «краа-аа», дзвінке «уу-вііаа» й «чок .. чок .. чок». 
Поділяється на два злегка диференційовані підвиди. 
- N. m. meridionalis спина, крила і хвіст оливково-коричневі; передня частина голови до потилиці сірувато-біла, шия, живіт, крижі і нижні частини крил коричнево-червоні. Діапазон проживання: Південний острів, острів Стюарт і великі острови в океані.
- N. m. septentrionalis зазвичай тьмяніший; передня частина голови й до потилиці блідо-сіра. Діапазон проживання: Північний острів і деякі великі острови в океані.

Подібний вид: кеа (Nestor notabilis), який оливково-зелений, має інший тип вокалізації, проживає як правило, на більш високих висотах, зустрічається тільки на Південному острові.
Раціон різноманітний; складається з фруктів, насіння, нектару, соку, безхребетних. Гніздиться в природних порожнинах в старих або вмираючих деревах. Зазвичай відкладає чотири яйця; пташенятам потрібно близько семи місяців, щоб стати повністю незалежним.